# عيدروس بن سالم الجفري
عيدروس بن سالم الجفري (1309 - 1389 هـ) أديب وقاضي ومؤسس مدارس الخيرات الإسلامية [الإندونيسية] بإندونيسيا. هاجر من موطنه إلى إندونيسيا في شبابه حيث تفرغ لنشر الدعوة والثقافة الإسلامية، وبذل جهودا كبيرة في مجال التربية والتعليم، وفتح مدارس خيرية في شتى أرجاء إندونيسيا. وعرف باسم "قورو توا" Guru Tua.

## نسبه
عيدروس بن سالم بن علوي بن سقاف بن محمد بن عيدروس بن سالم بن حسين بن عبد الله بن شيخان بن علوي بن عبد الله التريسي بن علوي الخواص بن أبي بكر الجفري بن محمد بن علي بن محمد بن أحمد الشهيد بن الفقيه المقدم محمد بن علي بن محمد صاحب مرباط بن علي خالع قسم بن علوي بن محمد بن علوي بن عبيد الله بن أحمد المهاجر بن عيسى بن محمد النقيب بن علي العريضي بن جعفر الصادق بن محمد الباقر بن علي زين العابدين بن الحسين السبط بن علي بن أبي طالب، وعلي زوج فاطمة بنت محمد ﷺ.
فهو الحفيد 34 لرسول الله محمد ﷺ في سلسلة نسبه.

## مولده ونشأته
ولد بقرية تريس من أعمال سيئون في حضرموت في الخامس عشر من شهر شعبان سنة 1309 هـ، ووالدته نور الجفري من بلدة سنغكانغ جنوب سولاويسي بإندونيسيا. وهو من عائلة علم وفقه وقضاء حيث شغل والده منصب قاضي ومفتي تريس. عاش عيدروس وترعرع في بيئة علمية بحضرموت وكان والده يدعوه لحضور مجالس التعليم في تريس وتريم. وتمكن في سن الثانية عشر من حفظ القرآن، ودرس علوما مختلفة كالتفسير، والحديث، والتصوف، والفقه، والتوحيد، والمنطق، والبيان، والفلك، والنحو، والصرف إلى جانب تعليمه الأساسي. وأصبح في سن مبكرة، حوالي 19 عاما، عالما معروفا في بلده. وفي شهر شوال سنة 1334 هـ توفي والده، فعينه السلطان منصور بن غالب الكثيري مفتيًا وقاضيًا لمدينة تريس، ليحل محل والده، رغم أنه كان يبلغ من العمر 25 عاما فقط، ولكنه تخلى عن منصبه عندما اختار الدخول في السياسة.

## شيوخه
تعلم العلوم الدينية والعربية على علماء حضرموت منهم:
| - والده سالم بن علوي الجفري - محسن بن علوي السقاف - عبد الرحمن بن علي السقاف | - محمد بن إبراهيم بلفقيه - عبد الله بن حسن البحر - عيدروس بن عمر الحبشي | - عبد الله بن عمر الشاطري - محمد بن محمد باكثير - أحمد بن حامد بن علوي حامد | - علي بن محمد الحبشي - أبو بكر بن أحمد البكري |

## مساعيه السياسية
كان عيدروس وصديقه عبد الرحمن بن عبيد الله السقاف من علماء الدين الثائرين على الاستعمار البريطاني وأعوانه، ساخطين على الأوضاع السائدة في حضرموت خاصة والجنوب العربي بصفة عامة. وقد اتفق الاثنان على أن يشعلا نار الثورة ضد الاستعمار وعملائه، وأن يكونوا هم الشرارة الأولى لاندلاع الثورة. ورأوا أن الاتصالات بالدول العربية المتحررة وبالعالم الخارجي ضرورية لتغيير الأوضاع الداخلية وتخليص البلاد نهائيا من الاستعمار. فكُلّف عيدروس بهذه المهمة السياسية الخطيرة. وقرر أن يسافر إلى خارج البلاد عن طريق بندر عدن التي كانت يومئذ محمية بريطانية، ثم منها إلى مصر، لعرض قضية بلده على الرأي العام العربي والدولي. وبعد أن أعد للسفر عدته، نفذ كل مخططاته المرسومة بدقة وحذر، وكان ينجح في هذه المهمة، لولا أن بعض جواسيس الدولة كشف أمره. وبعد وصوله إلى بندر عدن، فاجأته السلطات البريطانية باعتقاله، ثم أفرجت عنه بعد تسليمه للأوراق والمستندات التي معه، مع صدور الأوامر من السلطات الحاكمة بالمنع من السفر إلى البلاد العربية والسماح له بالرجوع إلى حضرموت أو التوجه إلى جنوب شرق آسيا فاختار عيدروس مغادرة البلاد إلى إندونيسيا.

## هجرته إلى إندونيسيا
لم تكن إندونيسيا دولة جديدة بالنسبة لعيدروس، فقد جاء إلى هذا البلد لأول مرة عندما كان يبلغ من العمر سبع عشرة سنة مع والده بنية زيارة الأقارب الذين كانوا في جزيرتي جاوة وسولاويسي. وكان دخوله إلى إندونيسيا في المرة الثانية هذه حوالي سنة 1922 م، وذلك إثر كفاحه السياسي لتخليص البلاد من الاستعمار البريطاني. أقام في مدينة بيكالونغان بعض الوقت، وقد مارس مدة إقامته في تلك البلدة تجارة أقمشة الباتيك المعروفة، ولكنه لم يوفق للنجاح فيها؛ لأن شغفه كان في العلم والتدريس. ثم ترك ممارسة التجارة وانتقل إلى مدينة جومبانغ بجاوة الشرقية سنة 1926 م، وأقام بها نحو سنتين، وفتح بيته للزوار وطلاب العلم، فكانت تعقد مجالس علمية، وأصدقاؤه يأتون إليه يوميا حيث تعرف على العديد من الشخصيات الإسلامية هناك من بينهم هاشم أشعري مؤسس جمعية نهضة العلماء. ثم جاءه وفد من الرابطة العلوية، وطلبوا منه بأن يقوم بمهمة التدريس بمدرسة الرابطة بصولو كمدرس وناظر للمدرسة، فلبّى الطلب، واستمر التعليم بها في عهده نحو سنتين. وفي أواخر السنة الدراسية الثانية أعلن استقالته من وظيفته وتحول بعدها إلى سولاويسي، وقام برحلات جاب خلالها جزر شرق إندونيسيا داعيا إلى الله حتى انتهى به المطاف بمدينة فالو.

## أعماله
وصل إلى فالو وشاهد الكثير من الناس لديهم معتقدات تقليدية مختلطة بالخرافات وغير ذلك رغم أن فيهم كثير من المسلمين، وكذلك المبشرين المسيحيين الذين أخذوا بنشر دعوتهم بين الناس في الأسواق والمحلات وحتى في منازل السكان. فرأى عيدروس أن أفضل وسيلة لمنافسة النشاط المسيحي أن يقوم بنشاط مماثل، فأقام مؤسسة مدارس الخيرات الإسلامية [الإندونيسية] في الحادي عشر من يونيو سنة 1930 م/ 1349 هـ.
تكونت لهذه المؤسسة التعليمية فروع أربت على 700 مدرسة في أنحاء إندونيسيا الشرقية، في سولاويسي وكاليمنتان وإيريان الغربية والجزر التي حولها، وفيها ألوف من المدرسين والطلبة. وهي مدارس من رياض الأطفال إلى الابتدائية العامة ومدارس تربية للمعلمين ومدارس دينية. بنيت هذه المدارس بجهود الأهالي من أتباعه، بإرشاداته وتوجيهاته. وكان عيدروس يجمع التبرعات من أثرياء الحضارم فيفتح بها المدارس. وعند وفاته كان عدد المدارس التي فتحها 360 مدرسة وأول مدرسة فتحها في فالو. وقد تخرج الكثير من الطلبة على يديه وقاموا من بعده بأداء رسالته في نشر الدعوة الإسلامية وفتح المدارس. وللأهالي اهتمام عظيم بهذه المدارس، وقد جعلت لها أوقاف هي عبارة عن بساتين النارجيل، تصرف أثمان محصولاتها لنفقات هذه المدارس، علاوة على التبرعات. وأنشأ عيدروس الطلبة على الطريقة المتبعة في حضرموت حسب التقاليد في الأوساط العلمية، وقد حج منهم البعض وحضروا المناسبات الدينية بمكة والمدينة فأعجب بهم من اجتمع معهم، وهم كثير في إندونيسيا يؤدون ما كلفوا به، وقد صار بعضهم في مراكز مرموقة ويقتعدون المناصب. وفي عام 1964 م/ 1384 هـ أقامت المؤسسة جامعة إسلامية وهي جامعة الخيرات [الإندونيسية]، بها ثلاث كليات؛ الأداب والتربية والشريعة. ومن ثم تقدمت وأصبح بها مجموعة متنوعة من البرامج الدراسية في الزراعة، والاقتصاد، والإدارة، وريادة الأعمال، والطب وغير ذلك.

## ذريته
تزوج عدة مرات في حضرموت وفي إندونيسيا وله من الأولاد: فاطمة، ومحمد، ورقوان، وسالم، ونعمة، ولولو، ومستورة، وسيدة، وسعدية. ومن أحفاده من ابنته لولو سالم بن سقاف الجفري رئيس الاتحاد العالمي لعلماء المسلمين.

## وفاته
توفي ببلدة فالو بجزيرة سولاويسي يوم الاثنين الثاني عشر من شهر شوال سنة 1389 هـ. واستشعارا من حكومة إندونيسيا لما قام به من جهد وطني كبير قامت بتكريمه بنجمة ماهابوترا من الفئة الثانية [الإندونيسية] وهي ثاني أعلى وسام شرف في إندونيسيا تكرّم به الشخصيات، وأطلقوا اسمه على مطار فالو مطار موتيارا إس آي إس الجفري [الإنجليزية].

### استشهادات
1. ↑  بامطرف، محمد عبد القادر (1981). الجامع: جامع شمل أعلام المهاجرين المنتسبين إلى اليمن وقبائلهم. بغداد، العراق: دار الرشيد. ج. الثالث. ص. 155.
2. ↑  "Kepemimpinan Transformasional: Sayyid Idrus bin Salim Aljufri (Guru Tua)". Media Alkhairaat. مؤرشف من الأصل في 2023-07-24.
3. ↑  "Biografi Habib Idrus bin Salim Al-Jufri (Guru Tua)". Laduni.ID. مؤرشف من الأصل في 2023-07-24.
4. 1 2  سبوترى، أجي (2019). أشعار الحبيب عيدروس بن سالم الجفري (دراسة تحليلية قافية) (PDF). إندونيسيا: جامعة علاء الدين الإسلامية الحكومية مكاسر. ص. 29. مؤرشف من الأصل (PDF) في 2023-07-24.
5. ↑  Syarifa Abdul Haris, Muqowim Muqowim, Radjasa Radjasa (2020). "The Contextualization Of Sayyid Idrus Bin Salim Al-Jufri's Thoughts On Religious Moderation In Institut Pendidikan Al-Khairaat Palu". Progresiva: Jurnal Pemikiran dan Pendidikan Islam. Indonesia: Universitas Muhammadiyah Malang. ج. 9 رقم  2. ص. 77. مؤرشف من الأصل في 2023-07-24.
6. ↑  المشهور، عبد الرحمن بن محمد (1984). شمس الظهيرة (PDF). جدة، السعودية: عالم المعرفة. ج. الثاني. ص. 412. مؤرشف من الأصل (PDF) في 2020-05-01.
7. ↑  "TENTANG UNIVERSITAS ALKHARIAAT". Universitas Alkhairaat. مؤرشف من الأصل في 2023-07-23.
8. ↑  "Sejarah Alkhairaat". Alkhairaat. مؤرشف من الأصل في 2023-06-05.